# Goll mac Morna
Goll mac Morna (o Goal mac Morn ) fue un miembro de la fianna y aliado poco fiable de Fionn mac Cumhail en el ciclo feniano de la mitología irlandesa. Había matado al padre de Fionn, Cumhal, y se había hecho cargo del liderazgo de los fianna, pero cuando Fionn creció y demostró su valía, Goll voluntariamente se hizo a un lado a su favor.
Su nombre de pila era Áed o Aedh mac Morna. También es conocido como Áed mac Fidga. Obtuvo el nombre de Goll ("tuerto") cuando perdió un ojo en su batalla con Cumhal o, en otras versiones, Luchet, como se describe a continuación:
"Aed era el nombre del hijo de Dáire,Hasta que Luchet de la fama lo hirió;Como la lanza pesada lo hirió,Por lo tanto, ha sido llamado Goll".
En otras versiones del cuento popular, fue Lugaidh Lamhfhada el principal oponente de Goll, que le sacó un ojo y lo mató en Moytura.
Otra variante de la historia cuenta cómo Goll fue perseguido por Fionn MacCumhaill, líder de los Fianna, hasta la costa norte de Donegal, donde fue asesinado en una roca frente a la costa conocida como 'carraig ghoill' (la roca de Goll). Este evento dio su nombre a la península de Rosguill que la rodea: Ros Goill se refiere a la "península de Goll".
Cuando la bruja Irnan fracasó al intentar capturar a losfianna en una red mágica, se convirtió en un monstruo y desafió a cualquiera de los fenianos a combate singular. Inicialmente, Fionn mac Cumhaill dio un paso adelante, pero su banda lo convenció de que no sería heroico para un guerrero de su estatura enfrentarse a una bruja en combate. Goll tomó su lugar y mató a Irnan, por lo que se le permitió casarse con la hija de Fionn como recompensa.
En el cuento Cath Gabhra, que describe la batalla en la que los Fianna luchan y son destruidos por las fuerzas del Rey Supremo Cairbre Lifechair, Goll y sus leales desertan al lado de Cairbre y luchan contra Fionn.
"Tapadh le Goll, mharbh e mhàthair" ("Gracias a Goll, ha matado a su madre") es un proverbio gaélico escocés que se usa cada vez que el individuo responsable se deshace de una molestia. Por ejemplo, Goll mató a su madre por error con un hueso.